# Grahovo, Rožaje
Grahovo este un sat din comuna Rožaje, Muntenegru. Conform datelor de la recensământul din 2003, localitatea are 236 de locuitori (la recensământul din 1991 erau 249 de locuitori).

## Demografie
În satul Grahovo locuiesc 158 de persoane adulte, iar vârsta medie a populației este de 29,6 de ani (28,5 la bărbați și 30,8 la femei). În localitate sunt 42 de gospodării, iar numărul mediu de membri în gospodărie este de 5,62.
|  |

| Demografie | Demografie | Demografie |
| An         | Locuitori  | Locuitori  |
| ---------- | ---------- | ---------- |
|            |            |            |
|            |            |            |
|            |            |            |
|            |            |            |
| 1948       | 166        |            |
| 1953       | 196        |            |
| 1961       | 217        |            |
| 1971       | 174        |            |
| 1981       | 196        |            |
| 1991       | 249        | 243        |
| 2003       | 276        | 236        |

| \| Componența etnică conform recensământului din 2003[2] \| Componența etnică conform recensământului din 2003[2] \| Componența etnică conform recensământului din 2003[2] \| Componența etnică conform recensământului din 2003[2] \| Componența etnică conform recensământului din 2003[2] \| \| ----------------------------------------------------- \| ----------------------------------------------------- \| ----------------------------------------------------- \| ----------------------------------------------------- \| ----------------------------------------------------- \| \| \| \| \| \| \| \| Bosniaci \| Bosniaci \| \| 155 \| 65,67% \| \| Musulmani \| Musulmani \| \| 79 \| 33,47% \| \| Croați \| Croați \| \| 1 \| 0,42% \| \| necunoscută \| necunoscută \| \| 1 \| 0,42% \| |             |  |     |        |
| Componența etnică conform recensământului din 2003 |             |  |     |        |
| |             |  |     |        |
| Bosniaci | Bosniaci    |  | 155 | 65,67% |
| Musulmani | Musulmani   |  | 79  | 33,47% |
| Croați | Croați      |  | 1   | 0,42%  |
| necunoscută | necunoscută |  | 1   | 0,42%  |